# شارون براون (ممثلة)
شارون براون (بالإنجليزية: Sharon Brown)‏ هي ممثلة أمريكية، ولدت في 11 يناير 1962 في نيويورك في الولايات المتحدة.

## وصلات خارجية
- شارون براون على موقع IMDb (الإنجليزية)
- شارون براون على موقع قاعدة بيانات برودواي على الإنترنت (الإنجليزية)
- شارون براون على موقع قاعدة بيانات الفيلم (الإنجليزية)